# アグ・シサスク
アグ・シサスク（エストニア語: Agu Sisask、1940年8月20日 - ）は、エストニアの作家、翻訳者、詩人。2019年に旭日双光章を叙勲。

## 生い立ち
彼は牧師の息子として生まれた。1958年にタルトゥ第3中学校を卒業。1961年から1963年に彼はEELK神学研究所で学び、1974年にレニングラード州立大学東洋学部をオリエンタリストとして卒業した。
彼は1966年から1971年のエストニア・テレビの芸術と文学プログラムの編集者であり、新聞テレビ、1974年から1982年のエストニアSSR人民監査委員会の委員長補佐、1982年のLooming誌の副編集長、1983年から1994年のLoomingu Raamatukoguの編集者（編集長）、およびフリーランスを務めている。
彼は日本のフィクションを日本語からエストニア語に翻訳し、日本の詩、詩、思い出を書いている。
2020年元年春に日本文学の紹介と日本・エストニア間の相互理解の促進に寄与した功績が認められ旭日双光章を叙勲。2020年12月6日、勲章授与式が駐エストニア日本大使公邸にて行われた。

## 翻訳
- 遠藤周作、「海と毒薬」。Loomingu Raamatukogu 1965年9月10日
- 安倍公房、「第四間氷期」。Loomingu Raamatukogu 1966年11月13日
- 安倍公房、「ルイテナイン」。タリン：Eesti Raamat、1968
- 三島由紀夫、「宴のあと」。タリン：Eesti Raamat、1969年
- 松本清張、「予定ゲーム」。タリン：Eesti Raamat、1974年
- 川端康成、「山の音」。（Ülle Udamと。）Tallinn：Eesti Raamat、1980
- 開高健、「日本三文オペラ」。タリン：Eesti Raamat、1983年
- 安倍公房、「S・カルマ氏の犯罪」。Loomingu Raamatukogu 9、1984
- 遠藤周作、「口笛をふく時」。タリン：Eesti Raamat、1988年
- 植村直己、「北極圏との対面」。タリン：オリオン、1996年
- 川端康成、「千羽鶴。旧首都」。タリン：Eesti Raamat、2001年

## 作品
- "Mägi ja lehvik" (proosaluuletused). Tallinn: Eesti Raamat, 1985
- "Draakonilend" (poeem). Tallinn: Eesti Raamat, 1987
- "Ja mu tähendamissõnaks on vabadus" (luuletused). Tallinn: Loomingu Raamatukogu, 1989
- "Mõrv Jaapanis" (lühiromaan). Tallinn: Perioodika, 1994
- "Yumiko" (romaan). Tallinn: Pegasus, 2002
- "Siin, Hüpoloonias" (romaan). Tallinn: Hotger, 2003
- "Kummalised seosed". Tallinn: Tänapäev, 2009
- "Elust ja inimestest: meenutusteraamat". Tallinn: Tormikiri, 2011